# Mikīs Theodōrakīs
Michaīl "Mikīs" Theodōrakīs (IPA: [ˈmicis θeoðoˈɾacis]) (in greco Μιχαήλ "Μίκης" Θεοδωράκης?; Isola di Chio, 29 luglio 1925 – Atene, 2 settembre 2021) è stato un compositore e politico greco.

## Biografia
Diplomato al Conservatorio dell'Odeion, negli anni cinquanta compone pezzi sinfonici, musiche per balletto e per film. In seguito approda alla canzone popolare greca, collaborando con il poeta Yiannis Ritsos.
Durante la dittatura militare dei colonnelli (1967-1974) venne imprigionato e torturato, mentre la sua musica venne proibita. Scrisse, in quel periodo, canzoni tratte da poesie del patriota greco Alexandros Panagulis.
Punto di riferimento per l'opinione pubblica di sinistra, al ritorno della democrazia in Grecia viene eletto deputato per il Partito Comunista di Grecia. Quando il governo socialista guidato da Andreas Papandreou si trova al centro di alcuni scandali di corruzione, Theodōrakīs per qualche tempo si schiera con il centro-destra, riconciliandosi con la sinistra soltanto dopo l'uscita di scena di Papandreu.
Nelle sue composizioni c'è il retaggio di una tradizione antichissima, in cui la nostra stessa tradizione musicale affonda le sue radici, che Theodōrakīs ha saputo traghettare nell'epoca moderna con assoluta brillantezza e capacità di arrivare al cuore di tante persone e ispirando tantissimi altri artisti venuti dopo di lui, ben oltre i confini del suo paese.
Secondariamente per la composizione della colonna sonora del film Zorba il greco (1964), nota anche come Sirtaki prima in classifica per quattro settimane nel 1965 in Italia, in Francia per sei settimane ed in Austria, quarta in Norvegia, sesta in Olanda e settima in Germania, nonché alla versione in italiano di alcune canzoni quali Il ragazzo che sorride e Un fiume amaro. 
In quel periodo instaura un rapporto di collaborazione con Iva Zanicchi, per la quale scrive i brani dell'album Caro Theodorakis...Iva. 
Per Milva scrive l'album Come spiegarti, disco d'oro in Germania nella versione tedesca con il titolo Von Tag zu Tag, successivamente inciso anche in francese. Ha lavorato con il poeta Pablo Neruda nell'esecuzione del Canto General.
Nel 1988 dirige la prima assoluta di Zorba il greco con Vladimir Vasiliev e Gheorghe Iancu nell'Arena di Verona.
Nel film di Alain Tanner Una fiamma nel mio cuore del 1987 nella scena dello spogliarello di Myriam Mézières viene utilizzata la canzone Batucada come colonna sonora per accompagnare lo striptease. La canzone è stata composta dallo stesso Theodōrakīs, in occasione di un film nel 1969, e ripresa poi dal registra francese Tanner per la sua pellicola.
Malato da tempo, è morto a 96 anni il 2 settembre 2021.

## Discografia

### Canzoni
- 1970: Canzoni in esilio - Edmonda Aldini (Album) Ricordi.

## Filmografia parziale

### Colonna sonora
- Elettra (Ηλέκτρα), regia di Michael Cacoyannis (1962)
- Il coltello nella piaga (Le couteau dans la plaie), regia di Anatole Litvak (1962)
- Zorba il greco (Alexis Zorbas), regia di Michael Cacoyannis (1964)
- Il giorno in cui i pesci uscirono dal mare (The Day the Fish Came Out), regia di Michael Cacoyannis (1967)
- Z - L'orgia del potere (Z), regia di Costa-Gavras (1969)
- Le troiane (The Trojan Women), regia di Michael Cacoyannis (1971)
- Serpico, regia di Sidney Lumet (1973)
- L'Amerikano (État de siège), regia di Costa-Gavras (1972)
- Actas de Marusia - Storia di un massacro (Actas de Marusia), regia di Miguel Littín (1976)
- Ifigenia, regia di Michael Cacoyannis (1977)